# Jean-Joseph Weerts

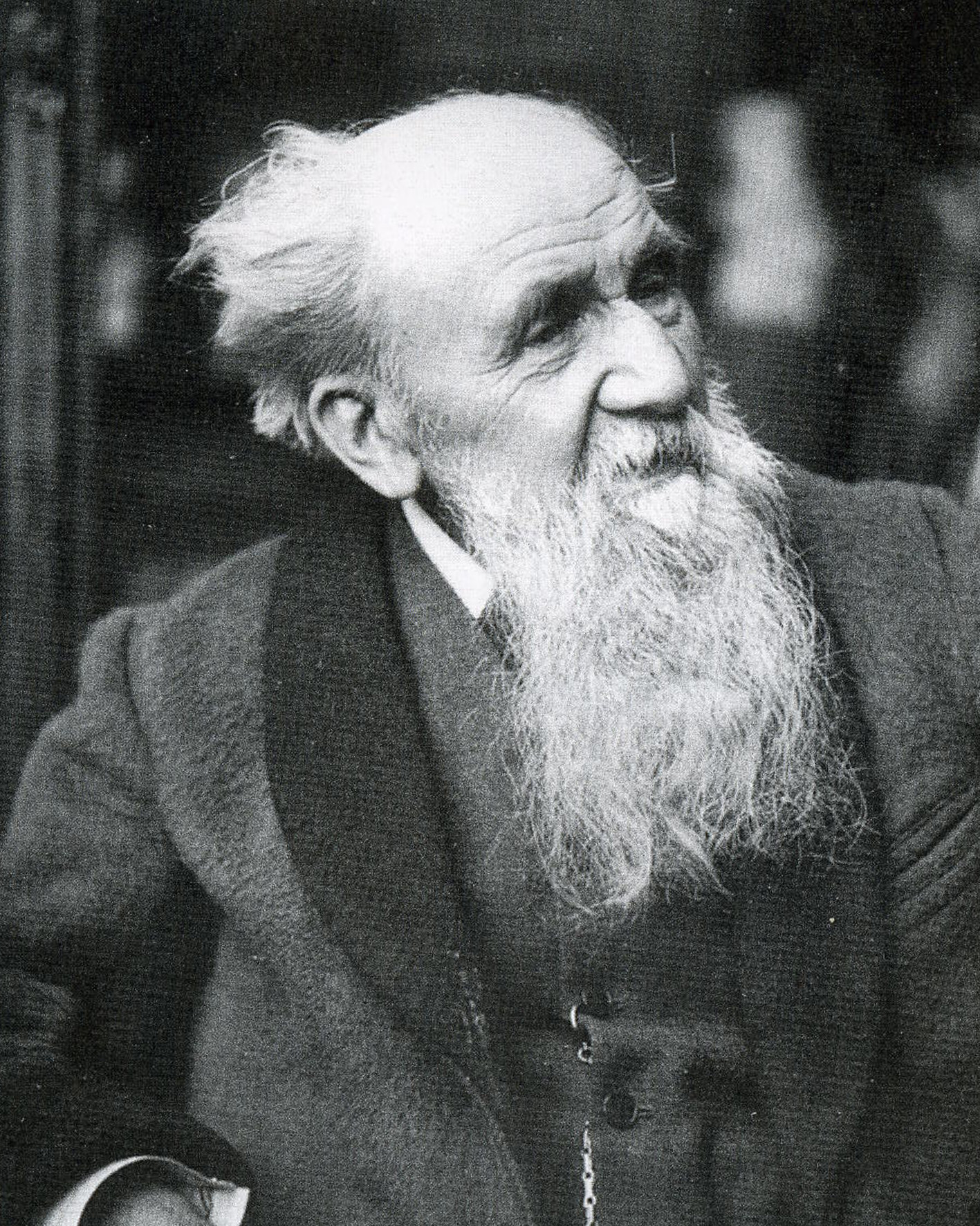
Fotografía de

Jean-Joseph Weerts (Roubaix, 1 de mayo de 1846 - París, 28 de septiembre de 1927) fue un pintor francés de origen belga. Su estilo es academicista.
Nació en la rue des Fabricants de Roubaix, de padres belgas. Se inició en el dibujo en el gabinete de trabajo de su padre, un constructor mecánico de gran valía. Posteriormente acude a las clases de la Académie des beaux-arts de Roubaix, donde es alumno de Constantin Mils (1858). Se convierte en artiste pensionné (artista pensionado) de la ciudad de Roubaix, lo que le permite ingresar en 1867 en la École impériale des beaux-arts de Paris, donde es alumno de Alexandre Cabanel. 
Entre sus casi 700 obras hay retratos, pintura de historia y pintura religiosa. La Mort de Bara, de 1883, le hace ganar la Légion d'honneur. Interviene en la decoración pictórica de algunos edificios públicos por toda Francia, como el hôtel de ville (casa consistorial) de Roubaix, donde pinta el episodio histórico de La charte de 1469 en la llamada salle Pierre de Roubaix (1913). 
Fue enterrado en el Cimetière du Père-Lachaise de París, donde también hay una rue de Roubaix en su honor. El escultor Alexandre Descatoire le hizo un monumento, que se situó en el parc Barbieux.

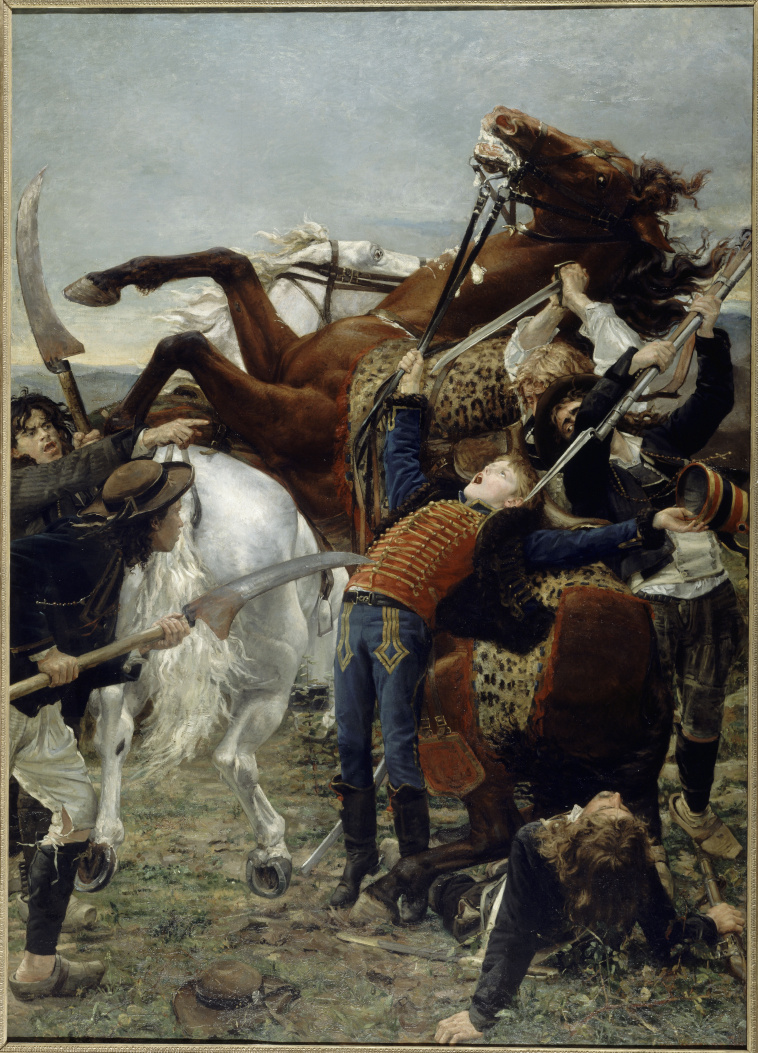
Mort de Bara
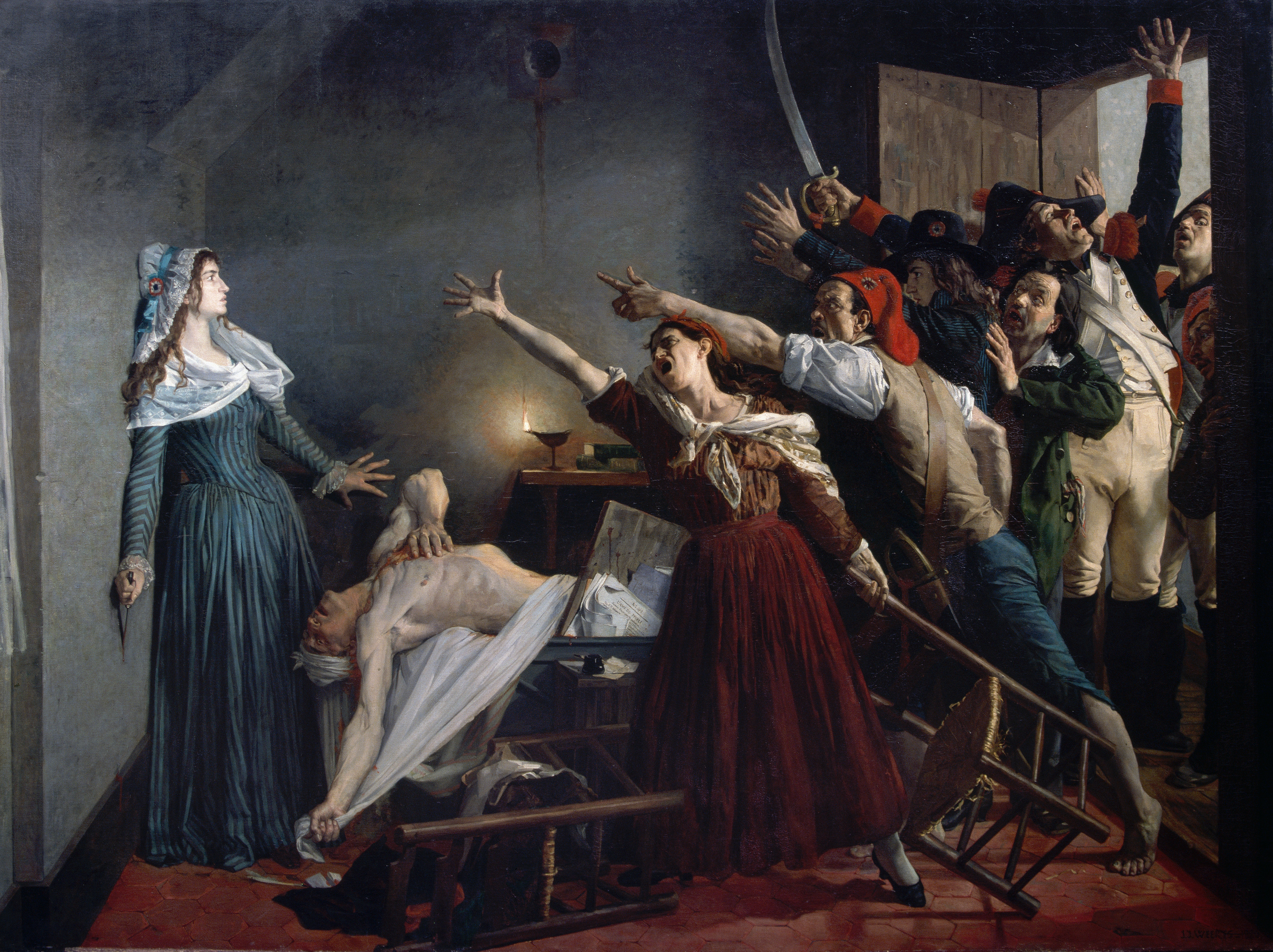
L'assassinat de Marat